# Capela de Nossa Senhora do Monte (Santarém)
A Capela de Nossa Senhora do Monte, situada na zona extra-muros da cidade de Santarém, em São Salvador, é um pequeno templo gótico datado do século XII.
A capela esteve integrada numa gafaria, que aqui esteve instalada até ao século XVII. Este templo está classificado como Monumento Nacional desde 1917.
Nela tem atualmente a sua sede a Paróquia Ortodoxa Romena "Ascensão do Senhor" de Santarém.

## História
A capela pertenceu, pelo menos desde 1191, à Real Colegiada de Nossa Senhora da Alcáçova, tendo ficado em meados do século seguinte na posse dos leprosos da cidade, cujo hospital, Hospital e Gafaria de São Lázaro, para aqui foi transferido no início do século XIV. Este hospital, instituído por D. Afonso II, estava até aí instalado na Alcáçova, junto do antigo Paço Real, local do qual se retirou devido a uma contenda judicial com os cónegos de Santa Maria da Alcáçova. A capela manter-se-ia na posse da Gafaria até 1611, quando o Hospital e todo o seu património passaram a ser administrados pela Santa Casa da Misericórdia.
Quando ainda se encontrava sob administração da Gafaria, a capela sofreu algumas alterações que modificaram a sua primitiva traça gótica, tendo sido definidas a planta de nave única e a cabeceira abobadada em dois tramos. Foram também encontrados alguns vestígios da uma intervenção quatrocentista, que em termos estruturais terá resultado numa provável ampliação do espaço e, segundo alguns autores, na alteração do arco triunfal e da abóbada da capela-mor.
De particular relevância são as duas grandes campanhas do século XVI. Da primeira, manuelina, resultou o belo nicho de recorte mudéjar, com imagem quinhentista da Virgem, e talvez uma porta lateral em arco trilobado. Na mesma altura fez-se sepultar, em campa rasa brasonada, o cavaleiro Duarte Sodré, vedor de D. Manuel. Das restantes intervenções quinhentistas, de meados do século resultou a construção do alpendre corrido, ocupando duas fachadas da capela, a sul a e poente, e abrindo para o portal principal, substituído alguns anos mais tarde (de 1548 a 1553), em campanha patrocinada por D. Lopo de Sousa Coutinho, provedor da Misericórdia. Ainda no mesmo século, em 1555, houve lugar para a reforma promovida por outro provedor do Hospital, Aires Lopo de Sequeira, construindo-se o portal sul e os assentos do coro, de gosto maneirista. Já sob a administração da Misericórdia, em 1623, foi executado o púlpito e os revestimentos azulejares seiscentistas em lambril.

## Arquitectura e Arte
Na fachada norte, abre-se uma edícula de arco gomado e golpeado, sob pequenas colunas capitelizadas, preenchida com uma escultura de pedra, quinhentista, que representa a Virgem. Esta fachada é rasgada ao centro por um pórtico trilobado. Quer a fachada  oeste, quer a posterior, são rasgadas por pequenas rosáceas, sendo a primeira das fachadas em empena, encimada por uma cruz em pedra. O alpendre é constituído por uma série de elegantes colunas com capitéis compósitos, de longas folhagens sobrepujadas por ábaco com volutas e cabeças de anjos, florões ou grifos, revelando conhecimentos de fórmulas clássicas da Renascença italiana, bem como a influência particular da obra de João de Castilho.
O interior é de uma só nave, encontrando-se o corpo da sacristia adossado ao lado norte da capela-mor. As paredes da nave são corridas por um silhar de azulejos seiscentistas, do tipo padrão. Da construção quatrocentista subsistem o arco triunfal, de ogiva, e a abóbada da capela-mor, de dois tramos separados por ogiva de aresta viva. Na parede do lado do evangelho rasga-se uma porta gótica que dá acesso à sacristia. O coro, que ocupa a largura do corpo da capela, é sustentado por colunas clássicas de capitéis jónicos. Junto da escada, encontra-se uma pia de água benta do século XV.
Da parede do lado da epístola, pende um painel sobre madeira, do último terço do século XVI, no qual figura a Anunciação. Esta obra maneirista é atribuída a Ambrósio Dias, o Mestre da Romeira, pintor regional de grande prestígio estabelecido em Santarém. A capela conta ainda, no seu acervo, com duas esculturas em madeira do século XVII, ambas policromadas: Nossa Senhora da Piedade e uma Virgem com o Menino.